# 太田信吾
太田 信吾（おおた しんご、1985年9月12日 - ）は、日本の映画監督・俳優・演出家。

## 人物
埼玉県立浦和西高等学校、早稲田大学文学部卒業。在学中は哲学・物語論を専攻。
『卒業』でイメージフォーラムフェスティバル優秀賞・観客賞を受賞。『わたしたちに許された特別な時間の終わり』が山形国際ドキュメンタリー映画祭で公開後、世界12カ国で配給され大ヒットを記録。2014年、第27回東京国際映画祭において『解放区』が「日本映画・ある視点」部門に選ばれた。2022年、志賀直哉原作の小説『城の崎にて』の監督を務めることが発表された。
俳優としても舞台・ドラマ・バラエティなどに多数出演。
2017年、韓国のソウル市立美術館で初のインスタレーション作品を発表した。

## 監督作品

### ドキュメンタリー
- 『卒業』(2009年/59min/SD)
- 『少年少女』(2010年/70min/SD)
- 『わたしたちに許された特別な時間の終わり』(2013年/121min/HD)
- 『解放区』(2014年/111min/HD)
- 『生活保護でロックンロール[4]』(2017年/99min/HD)
- 『サンライズ・ヴァイブレーション』(2021/20min/4K)
- 『想像』(2021/100min/HD)

### 劇映画
- 『城崎にて』(2022）原作：志賀直哉    監督・脚本

### テレビ番組
- 『情熱大陸』(MBS)　演出
- 『旅旅しつれいします。』（NHK総合）2017年〜演出及び出演[5]
- 『フードトラッカー峯岸みなみ』(WOWOW)2021年 総合演出・撮影・編集(全八話)

### ミュージックビデオ
- Butter Burrer「1限目：数学」
- 増田壮太「僕らはシークレット」
- あっこゴリラ「Back to the Jungle」[6]
- クリトリック・リス　「BUS-BUS」
- 重田拓成　「光」

### インスタレーション
- 「RIVER SIDE PARK」（2017年/ソウル市立美術館）
- 「BUG'S MUSIC BAR」（2017年/ソウル市立美術館）

### 短編映画
- 「Candle For Minority」 (2016年/25min/HD) 出演：桜のどか（仮面女子）、ラジャ・ミヤ、モト冬樹
- 「城崎にて」(2021年) 原作：志賀直哉

### 連載
・YAHOOクリエーターズプログラム
・幻冬舎plus
・YAHOOニュース

## 出演作品

### ドラマ
- 「夢を与える」（2015年 WOWOW　演出：犬童一心　脚本：高橋泉　原作：綿矢りさ）＊菊地凛子＆小松菜奈が母娘役、綿矢りさ『夢を与える』を犬童一心監督がドラマ化[8]レギュラー出演
- 「東京怪奇酒」(2021年 テレビ東京　演出：太田勇　原作：清野とおる）

### 舞台
- 「三月の5日間」（2010年〜　チェルフィッチュ　作・演出：岡田利規）KAAT 神奈川芸術劇場　他
- 「クレイジーハニー」（2011年〜　PARCOプロデュース　作・演出：本谷有希子） PARCO劇場 他
- 「スーパープレミアムソフトWバニラリッチ」（2014年〜　チェルフィッチュ　作・演出：岡田利規）KAAT 神奈川芸術劇場 他
- 「未練の幽霊と怪物」(2021年　作・演出：岡田利規） KAAT 神奈川芸術劇場　他
- 「ケアと演技」（2024年、作・演出：竹中香子）YAU CENTER[9]

### バラエティー
- 「アウト×デラックス」（2014年 フジテレビ）